# Cmentarz ewangelicki w Niwce
Cmentarz ewangelicki – dawny cmentarz ewangelicki zlokalizowany w Niwce, części Puszczykowa, przy ul. Nadwarciańskiej (działka ewidencyjna nr 1179/18).
Cmentarz powstał na gruncie (1301 m²) podarowanym w 1904 gminie ewangelickiej w Krośnie koło Mosiny przez Kościół Ewangelicko-Unijny z Żabikowa. Istnienie nekropolii potwierdzają jednak również starsze mapy (z 1830, 1888 i 1890). Po usunięciu Niemców z Niwki (byli to głównie potomkowie osadników z XVIII wieku), cmentarz przeszedł na własność Skarbu Państwa (1946). Ostatnia osoba (mieszkanka Niwki) została tu pochowana w 1980.
Obiekt obsadzony starymi dębami i porośnięty konwalią. Oprócz pozostałości nagrobków, na nekropolii (przy wejściu) znajduje się głaz pamiątkowy z napisem: „Stary cmentarz ewangelicki czynny do połowy XX w. Miejsce pochówku dawnych mieszkańców Niwki”. Został on posadowiony z inicjatywy członków Koła Historycznego przy puszczykowskiej Bibliotece Miejskiej.
Helena Szafran podawała w 1959, że na cmentarzu pochowano powstańców poległych podczas walk w 1848, jednak wydaje się to mało prawdopodobne z uwagi na stosowanie ówcześnie zasady niegrzebania innowierców na cmentarzach wyznaniowych.
Drugi cmentarz ewangelicki w Puszczykowie istniał przy ul. Parkowej róg Wydmowej i sąsiaduje z cmentarzem parafialnym. Teren zajmuje działki nr 1109 i 1110, stanowiące własność miasta Puszczykowa. Powierzchnia tego cmentarza wynosiła 0,42 hektara.